# Rytigynia mrimaensis
Rytigynia mrimaensis är en måreväxtart som beskrevs av Bernard Verdcourt. Rytigynia mrimaensis ingår i släktet Rytigynia och familjen måreväxter. Inga underarter finns listade i Catalogue of Life.